# 島正博
島 正博（しま まさひろ、1937年3月10日 - ）は、日本の実業家・発明家。島精機製作所代表取締役会長。血液型はA型。妻は和島興産社長の島和代。

## 略歴
和歌山県和歌山市出身。10代の頃から発明に熱中し、16歳の時には手袋編み機の特許を取得している。
県立和歌山工業高校卒業後、1962年に「手袋編機の自動化」という課題を掲げて島精機製作所を設立した。「研究開発」に力を注いでおり、1995年には画期的な無縫製ニット横編み機「ホールガーメント」を世に送り出した。
2014年7月11日、アメリカ合衆国ペンシルバニア州フィラデルフィアに在るドレクセル大学より名誉経営学博士号が授与された。
2017年6月28日、会長に就任。同年秋の叙勲で旭日中綬章を受章。

## テレビ出演
- 日経スペシャル カンブリア宮殿 ものづくりでファッションに革命起こした"エジソンを超えた男"（2016年1月21日、テレビ東京）[3]

## 書籍

### 著書
- 『私の経営学 4』（著者:島正博 宗次德二 大橋洋治 牛久保雅美 吉田忠裕）（2015年9月11日、商工中金経済研究所）ISBN 9784904735244

### 関連書籍
- 『私の歩み(Part2) ファッションビジネスリーダーの軌跡』（著者:繊研新聞社）（2002年10月8日、繊研新聞社）ISBN 9784881241042 - 島正博（島精機製作所社長）ほか 全10名収録
- 『匠たちの挑戦 3 日本発、技術開発物語』（監修:研究産業協会、編者:オーム社）（2002年12月20日、オーム社）ISBN 9784274948848 - 複雑な絵柄も簡単に編める「コンピュータ制御横編機」を開発（島正博）ほか 全9名収録
- 『EVER ONWARD 限りなき前進 シマセイキ社長島正博とその時代』（著者:辻野訓司）（2009年9月2日、産経新聞出版）ISBN 9784863060623
- 『つながる力 世紀の発明家・島正博の源流と哲学』（著者:合田周平）（2019年9月24日、PHP研究所）ISBN 9784569840499
- 『愛氣創造 シマセイキ創業者 島正博とその時代』（著者:辻野訓司）（2021年9月1日、産經新聞出版）ISBN 9784863061569